# XB-39 (航空機)
XB-39
XB-39-BW (41-36954)
- 用途：爆撃機
- 製造者：ボーイング社
- 運用者： アメリカ合衆国（アメリカ陸軍航空軍）
- 初飛行：1944年12月9日
- 生産数：1機
- 運用状況：(テストベッドとして)退役

XB-39は、アメリカ合衆国のボーイング社製B-29戦略爆撃機の搭載するエンジンを換装した機体である。試作のみで量産には至らなかった。

## 概要
B-29が搭載していたR-3350空冷星型エンジンは当初火災事故が多く、1943年2月18日の試作機XB-29の墜落事故などの事故に見舞われ、B-29の計画中止が懸念されていたほど安定性に欠けるエンジンであった。
R-3350エンジンの開発を進める一方でB-29計画を頓挫させない為に、R-3350エンジンが開発中止になった場合の保険として、V-1710液冷V型エンジン2基を並列につないだアリソンV-3420液冷ダブルV型エンジンに換装したタイプが計画され、XB-29が初飛行した1942年9月にXB-39の名称で陸軍の発注を受けた。
機体は新造せずにB-29の増加試作YB-29型14機の第一号機（機体名スピリット・オブ・リンカーン）を改造することになったが、保険となるはずであったV-3420エンジンはそのダブルV型エンジンという複雑な機構のために開発に難航し、R-3350エンジン以上に実用には程遠く、ようやく初飛行にこぎつけた1944年12月には既にR-3350エンジンが一定の実用の目処が立ち、B-29の量産が進んでいる状況であり、その一方でXB-39はエンジントラブルに悩まされるという有様で、速度性能の向上はみられたものの結局試作機1機だけに終わり、計画中止となった。その後はゼネラルモーターズ社でエンジンテストベッド機として使用された。

## スペック
- 全長：30.18m
- 全幅：43.05m
- 全高：8.46m
- 翼面積：161.55 m2
- 空虚重量：34,037 kg
- 全備重量：47,630 kg
- 最大離陸重量：61,236 kg
- 発動機：アリソン V-3420-11 (TC付) 液冷ダブルV型24気筒 (3,000hp) 4基
- 最大速度：625 km/h
- 巡航速度：454 km/h
- 実用上昇限度：10,700 m
- 航続距離：4,570 km
- 武装
  - ブローニング M2 12.7 mm 機関銃 連装4基+尾部2門 計10門
  - 20 mm 機関砲 1門